# 八卦山風景區

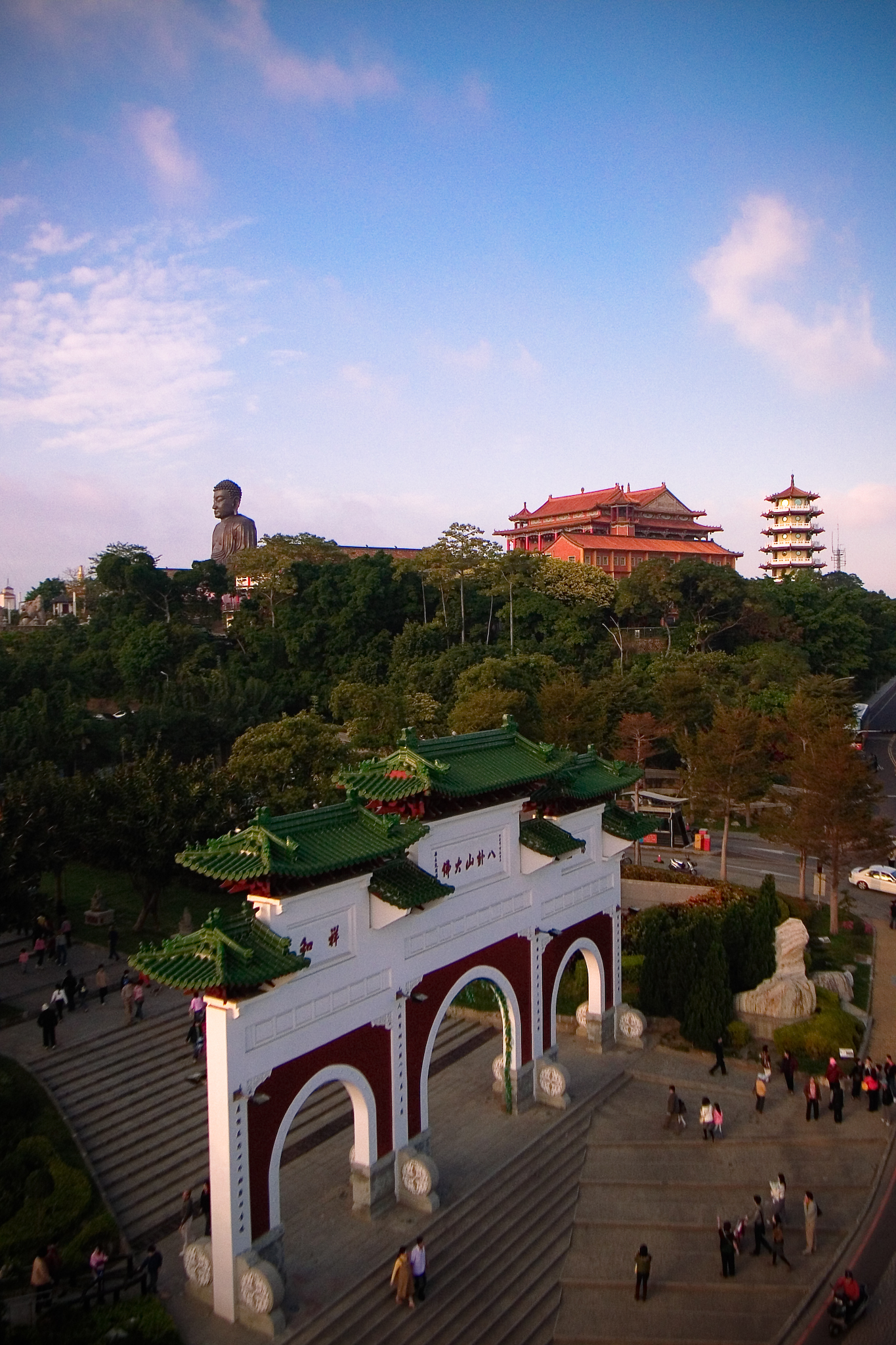
八卦山大佛風景區

八卦山風景區，位於台灣中部，為參山國家風景區所屬三大風景區之一，北起大肚溪南岸，南抵濁水溪北岸，東接台中盆地，西臨彰化平原，全區面積約22,000公頃，涵括彰化、南投二縣，共10個鄉鎮市。本風景區依空間分佈、資源特性及交通聯絡等因素，劃分為八卦山、百果山、松柏嶺三大遊憩系統。

## 大佛遊憩區

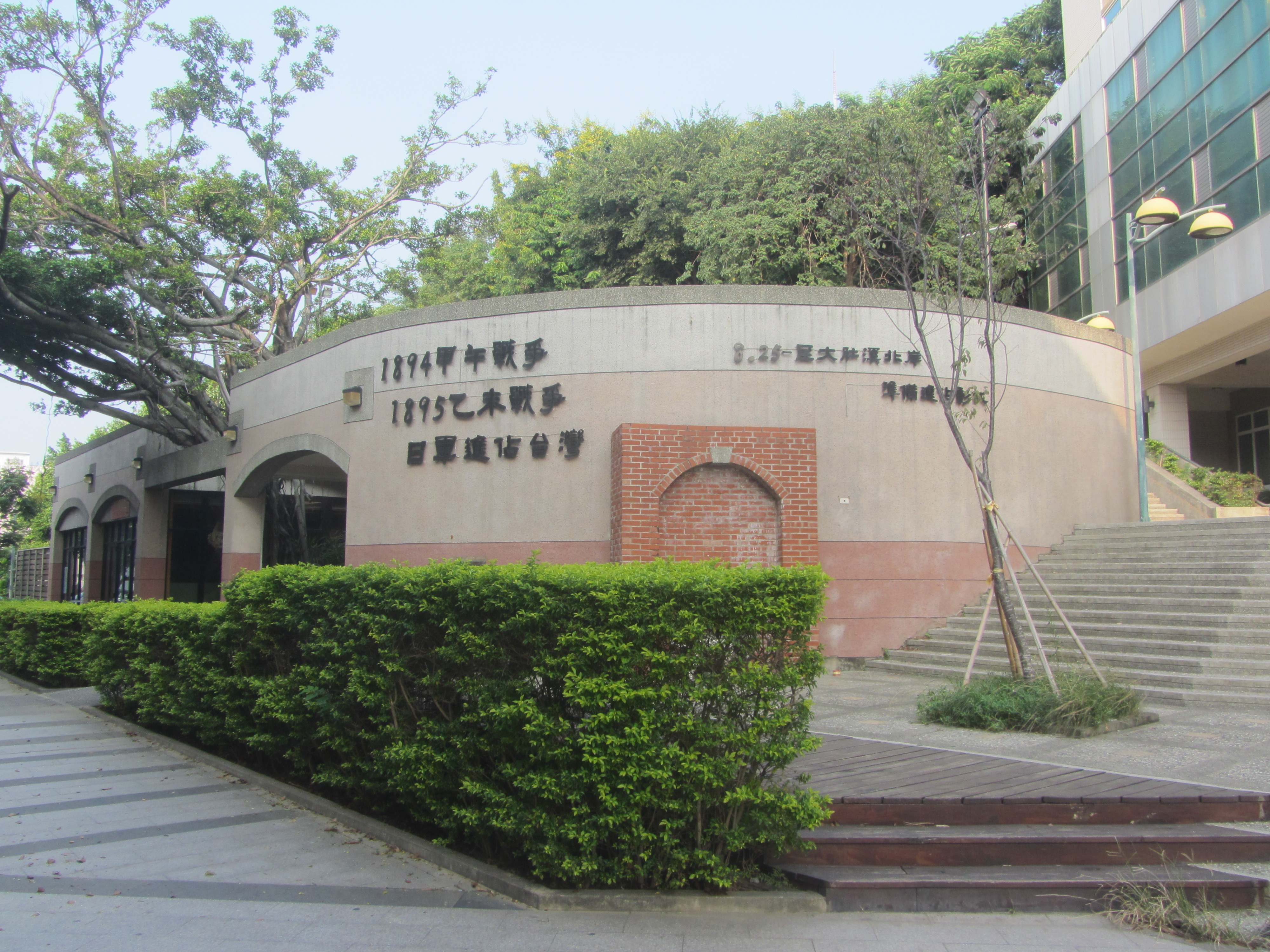
1895八卦山抗日保台史蹟館

- 大佛風景區
- 華陽公園
- 賞鷹平台
- 七壙古墓
- 虎山巖
- 國立彰化師範大學
- 國立彰化師範大學附屬高級工業職業學校
- 國立彰化高級中學
- 國立彰化高級商業職業學校
- 彰化縣立彰化藝術高級中學
- 縣道139號
- 乙未保台和平紀念公園
- 八卦山脈生態遊客中心
- 彰化藝術館(前彰化市公會館)
- 彰化縣立美術館
- 彰化文學館
- 國立彰化生活美學館
- 1895抗日保台史蹟館
- 文學步道(舊八卦山神社參道)
- 天空步道(連接大佛及生活美學館)
- 賴和詩牆
- 彰化辜母薛太夫人墓

## 百果山遊憩區

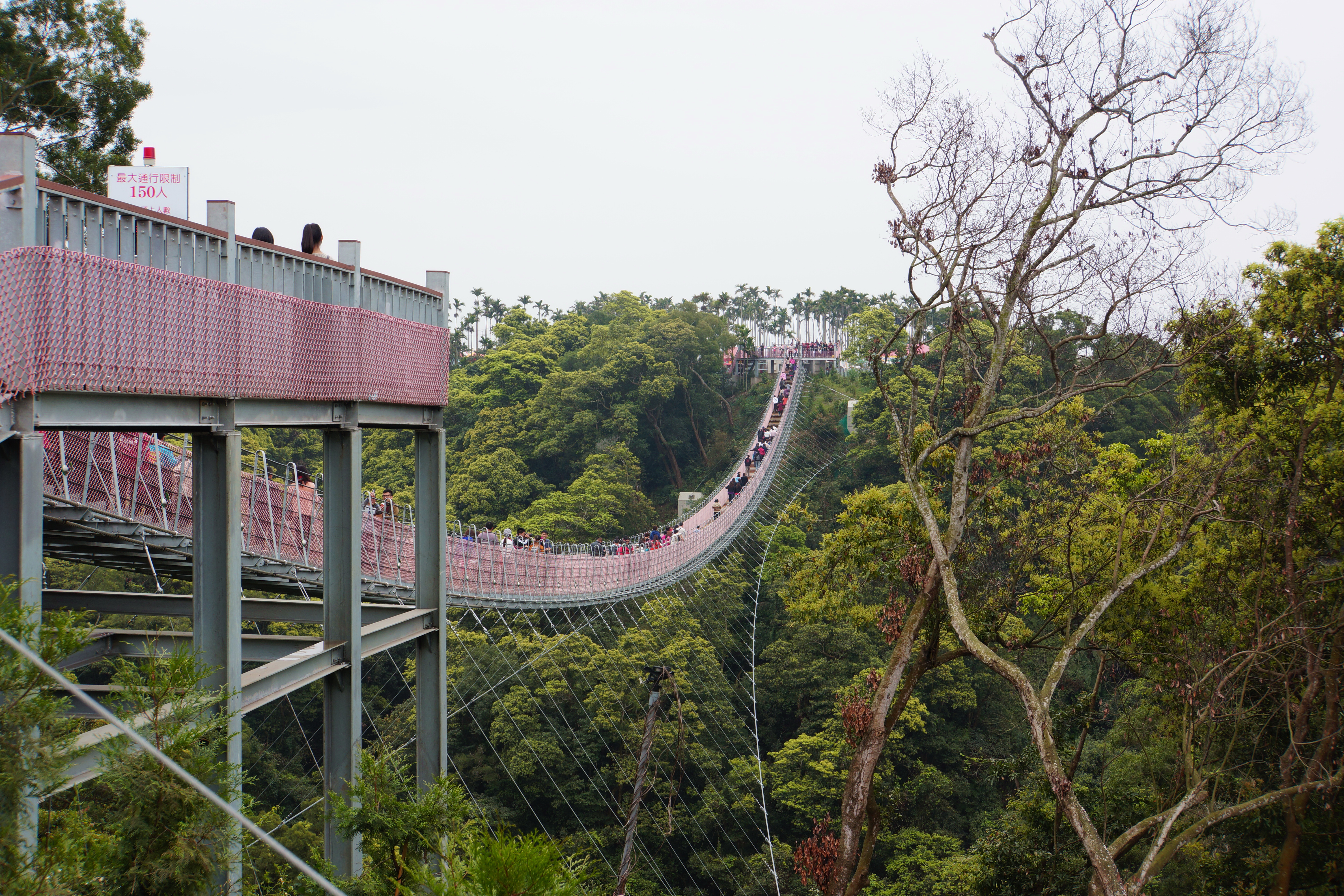
猴探井天空之橋

此遊憩區主要在員林市，附近有許多果園，山腳下有販售蜜餞之店舖，是員林的名產。
- 湶州寮卡達車休憩站
- 就是愛荔枝樂園
- 碧山岩
- 百果山登山步道群
- 老樟母女樹
- 荔枝王
- 古厝聚落
- 猴探井遊憩區（天空之橋）
- 社頭清水巖
- 橫山地區
- 長青自行車道
- 寶藏寺

## 松柏嶺遊憩區
本區跨越彰投兩縣。
- 茶二指故事館
- 茶香步道
- 田中森林公園
- 松柏嶺受天宮
- 二水登廟步道
- 赤水崎公園
- 二水車站
- 龍仔頭山
- 八堡圳公園
- 源泉車站
- 林先生廟
- 二水豐柏廣場
- 二水自行車道
- 碉堡主題園區
- 松柏嶺遊客中心
- 品茶養生園區

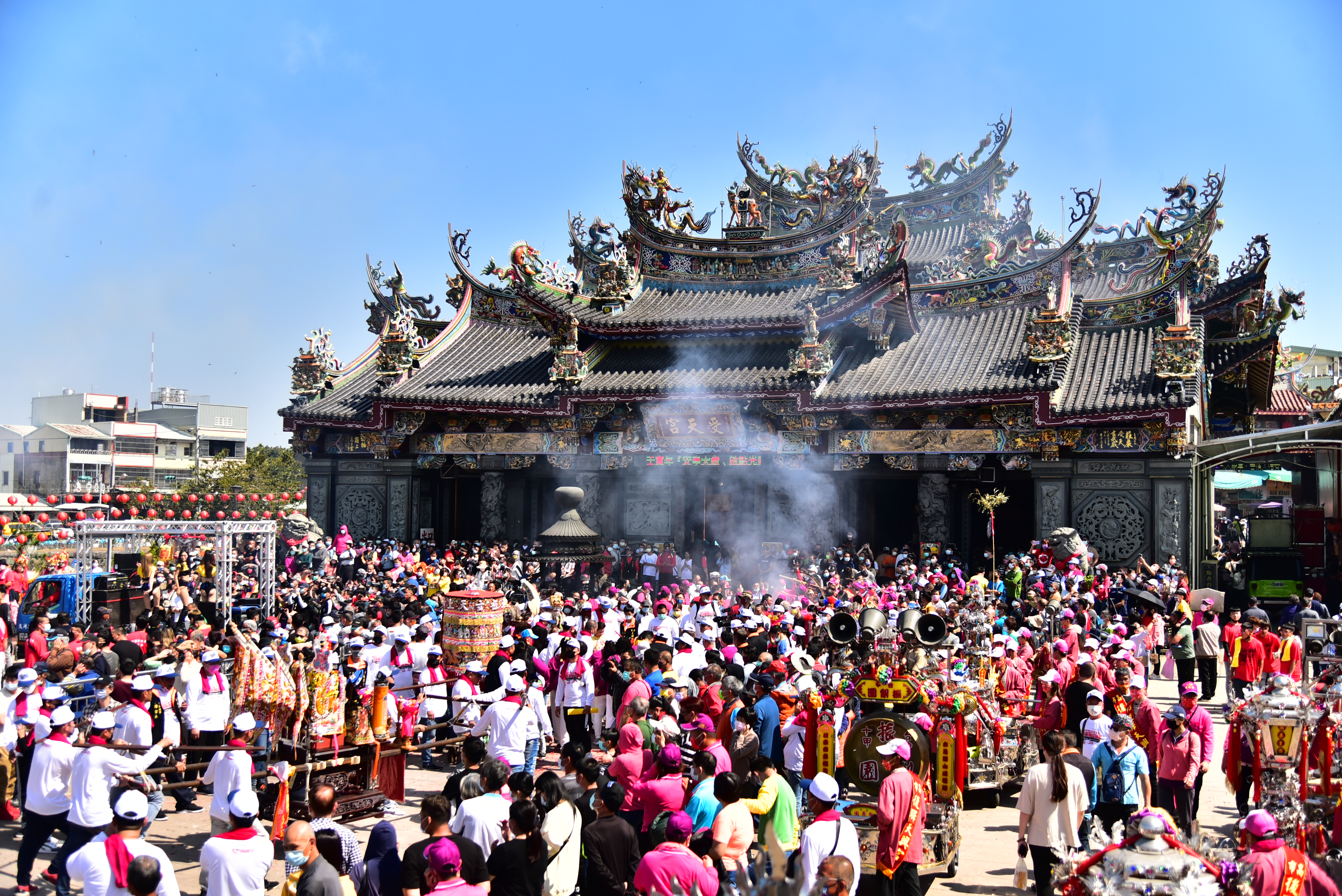
松柏嶺受天宮玄天上帝香期

下列景點屬於松柏嶺遊憩區，但並不位於八卦山脈。
- 八堡圳公園
- 林先生廟

## 外部連結
- 交通部觀光局參山國家風景區管理處官方網站（页面存档备份，存于）